# Moledet
Moledet (hebräisch מולדת, Heimatland) war eine nationalistische Kleinpartei in Israel, die von 1988 bis 2013 bestand. Sie ging in der Nationalen Union – Tkuma auf.
Die Partei propagierte eine Umsiedlung der arabischen Bevölkerung des Westjordanlandes in umliegende arabische Länder (z. B. Jordanien), notfalls auch mit Gewalt.

## Geschichte
Moledet wurde 1988 von Rechaw’am Ze’ewi gegründet. Bei der Parlamentswahl 1988 gewann die Partei 1,9 % der Stimmen und 2 der 120 Sitze in der Knesset. Von Februar 1991 bis Januar 1992 war Moledet an Jitzchak Schamirs rechts-religiöser Koalition beteiligt, in der Ze’ewi als Minister ohne Geschäftsbereich fungierte. Bei der Knessetwahl 1992 baute Moledet ihren Stimmanteil auf 2,4 % und ihre Sitzzahl auf drei aus, blieb anschließend aber in der Opposition. Bei der Wahl von 1996 ging sie auf zwei Sitze zurück. Der Abgeordnete Mosche Peled mit seiner Kleinstpartei Mechora schloss sich im März 1999 der Moledet-Fraktion an.
Zur Parlamentswahl 1999 bildete Moledet mit den ebenfalls radikal-nationalistischen Parteien Cherut – HaTnu’a HaLeumit und Tkuma eine gemeinsame Liste namens Nationale Union. Ihre vier Abgeordneten bildeten anschließend auch eine gleichnamige Fraktionsgemeinschaft, darunter waren zwei Mitglieder der Moledet (Rechaw’am Ze’ewi und Benjamin Elon). Ab 2001 war Moledet an der „Regierung der nationalen Einheit“ unter Ariel Scharon beteiligt und stellte mit ihrem langjährigen Vorsitzenden Rechaw’am Ze’ewi den Tourismusminister. Dieser wurde im Oktober 2001 von einem Mitglied der Volksfront zur Befreiung Palästinas (PFLP) ermordet. Zu seinem Nachfolger als Parteivorsitzender wurde der Rabbiner Benjamin Elon gewählt, der auch das Amt des Tourismusministers übernahm. Auch in Scharons zweitem Kabinett war Moledet ab 2003 mit Elon als Tourismusminister vertreten, er verließ jedoch im Juni 2004 die Regierung (wie die Nationale Union insgesamt), um gegen den Abzug der israelischen Armee und die Auflösung des Gusch Katif (israelischer Siedlungsblock im Gazastreifen) im Rahmen von Scharons Abkoppelungsplan zu protestieren. In der 17. Knesset (2006–2009), war Moledet mit zwei Abgeordneten im israelischen Parlament vertreten: Elon und Arieh Eldad.
Am 3. November 2008 beschloss die Partei, sich mit ihrer langjährigen Verbündeten Tkuma sowie der Nationalreligiösen Partei (Mafdal) zu einer rechten, religiös-zionistischen Partei zu vereinigen. Dies geschah unter dem Namen HaBajit haJehudi („Jüdische Heimat“). Die Mitglieder von Moledet und Tkuma waren jedoch unzufrieden mit der Vergabe der Listenplätze zur anstehenden Wahl und verließen die neue Partei daher nach nur einem Monat wieder. Sie belebten ihre früheren Parteien wieder und schlossen sich erneut zur Nationalen Union zusammen, der zudem die kleineren rechtsextremen Parteien Hatikva, Eretz Jisra’el Shelanu und Hajil (Jüdische Nationale Front) beitraten. Bei der Knessetwahl 2009 gewann die Union vier Sitze, der Moledet-Vorsitzende Uri Bank stand jedoch nur auf Listenplatz fünf, sodass Moledet anschließend nicht mehr in der Knesset vertreten war. Im Vorfeld der Parlamentswahl 2013 fusionierte Moledet mit Tkuma zu einer Partei, die den Namen Nationale Union – Tkuma annahm und eine gemeinsame Liste mit HaBajit haJehudi bildete.